# NGC 6041B
NGC 6041B (другие обозначения — UGC 10170, MCG 3-41-78, ZWG 108.101, VV 213, DRCG 34-65, PGC 56960) — галактика в созвездии Геркулес.
Этот объект не входит в число перечисленных в оригинальной редакции «Нового общего каталога» и был добавлен позднее.